# Yasemin Mansoor
Yasemin Mansoor (née en 1979) est une reine de beauté, élue Miss Germany en 1996.

## Biographie
Yasemin Mansoor est la fille d'immigrants turcs et irakiens venus en Allemagne.
Le 18 janvier 1996, la lycéenne, alors âgée de 16 ans, élue d'abord Miss Neukölln et Miss Berlin 1995, est couronnée au Friedrichstadt-Palast de Berlin. Elle est la plus jeune femme élue Miss Allemagne. Elle remporte l'élection Queen of the World à Baden-Baden le 4 octobre 1996.
Elle travaille ensuite comme mannequin et est chanteuse dans le girls band 4 Unique.
Son premier mariage est avec Adrian Ursache, Mister Germany 1998 ; il la rencontra à l'anniversaire des 18 ans de la femme et se convertit à l'islam pour l'épouser.
Elle épouse ensuite le producteur et manager Mark Dollar et a deux enfants avec lui.